# New Order 3 16
New Order 3 16 é um álbum de vídeo da banda britânica de rock New Order, lançado em 2001. Ele contém o registro de dois shows da banda. O primeiro, gravado em 18 de novembro de 1981 no Ukrainian National Home, em Nova Iorque, foi lançado pela Factory Records, em 1983, sob o título de Taras Shevchenko. O segundo foi realizado no Reading Festival, no dia 30 de agosto de 1998. O álbum ainda inclui uma entrevista com os integrantes, gravada em Março de 2000.

## Faixas
Todas as faixas por New Order, exceto onde indicado

### Nova Iorque 1981
1. Chosen Time
2. Dreams Never End
3. Everything's Gone Green
4. Truth
5. Senses
6. Procession
7. Ceremony (Ian Curtis, Peter Hook, Bernard Sumner, Stephen Morris)
8. Denial
9. Temptation

### Reading Festival 1998
1. Regret
2. Touched By The Hand Of God
3. Isolation (Ian Curtis, Peter Hook, Bernard Sumner, Stephen Morris)
4. Atmosphere (Ian Curtis, Peter Hook, Bernard Sumner, Stephen Morris)
5. Heart And Soul (Ian Curtis, Peter Hook, Bernard Sumner, Stephen Morris)
6. Paradise
7. Bizarre Love Triangle
8. True Faith (New Order, Stephen Hague)
9. Temptation
10. Blue Monday
11. World In Motion (Keith Allen, New Order)